# Jean-Philippe Toussaint
Jean-Philippe Toussaint (* 29. listopadu 1957, Brusel), belgický spisovatel a filmový režisér. Píše francouzsky a romány publikuje ve Francii.

## Biografie
Vystudoval l´Institut d´Etudes politiques de Paris, kde obhájil doktorskou práci na téma ze současných dějin. Vydal dosud deset románů, všechny ve francouzském nakladatelství Les Editions de Minuit. Bývají charakterizovány jako minimalistické - po stránce stylu i obsahu. V roce 2005 mu byla udělena prestižní francouzská literární cena Prix Médicis za román Fuir, v roce 2009 byl oceněn Prix Décembre za román La Vérité sur Marie. Jeho romány jsou přeloženy do více než dvaceti jazyků. Svou pověstnou úsměvnou sebeironii dotáhl nejdále ve filmu.

## Bibliografie

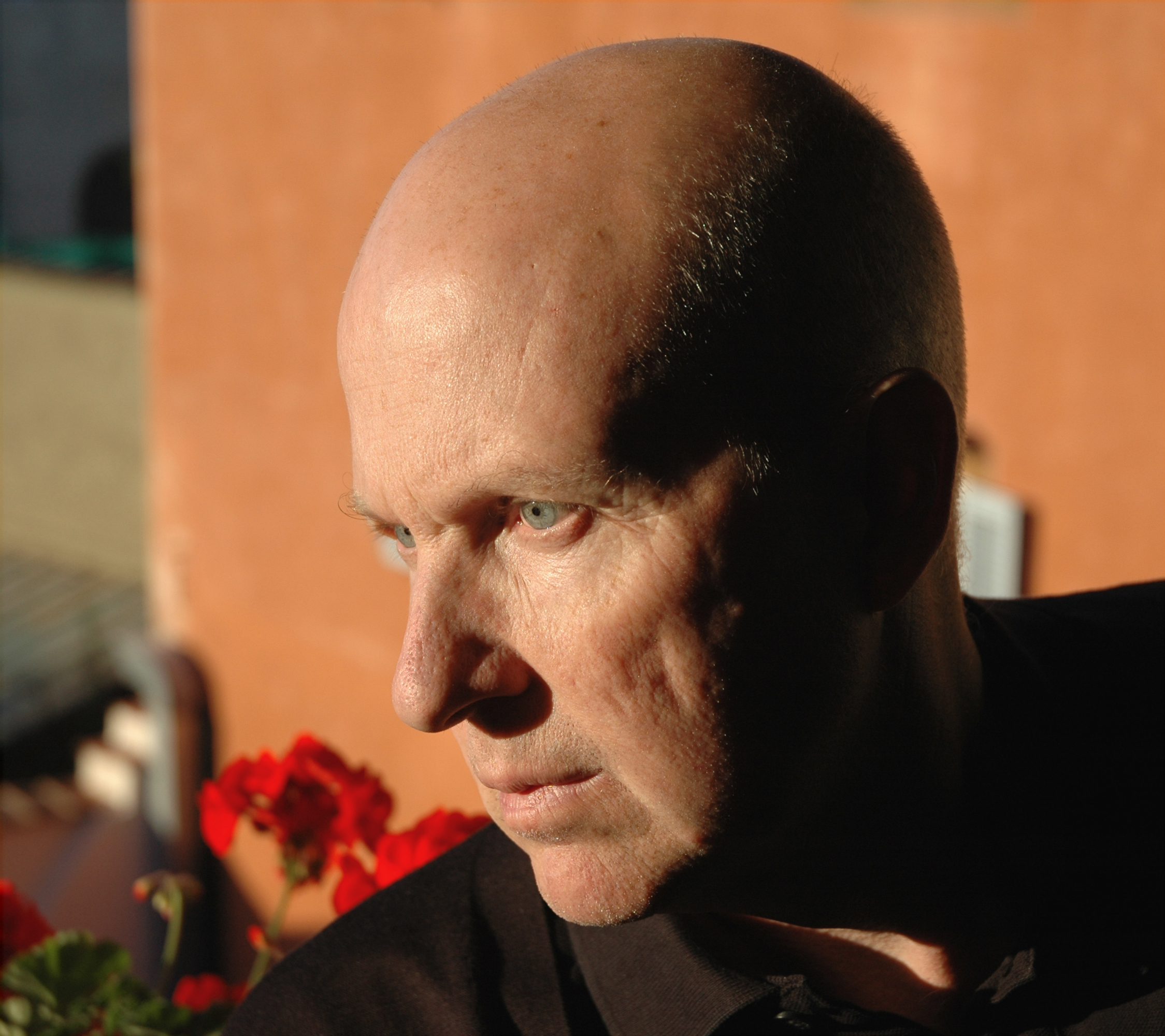
Jean-Philippe Toussaint

### České překlady
- Fotoaparát (L´appareil-photo, 1989), překlad Jovanka Šotolová, Dauphin, 1997
- Televize (La Télévision, 1997), překlad Jovanka Šotolová, Dauphin, 2000
- Autoportrét (v cizině) (L´autoportrait (a l´étranger), 2000), překlad Jovanka Šotolová, Dauphin, 2002
- Milovat se (Faire l´amour, 2002), překlad Jovanka Šotolová, Garamond, 2004
- Utíkat (Fuir, 2005), překlad Jovanka Šotolová, Garamond, 2006
- Zidanova melancholie (La Mélancolie de Zidane, 2006), překlad Jovanka Šotolová, Garamond, 2006
- Koupelna (La Salle de bain, 1985), překlad Jovanka Šotolová, Fra, 2013

## Filmografie
- 1989 : La Salle de bain (John Lvoff, scénář Jean-Philippe Toussaint, podle stejnojmenného románu)
- 1990 : Monsieur, podle stejnojmenného románu
- 1992 : La Sévillane, podle románu L'Appareil-photo
- 1994 : Berlin, 10 heures 46 (spolu s Torstenem Fischerem)
- 1999 : La Patinoire
- 2007 : Hors du soleil, des baisers et des parfums sauvages (spolu s Ange Leccia)
- 2012 : Trois fragments de Fuir